# إدواردو لوبيز أوتشوا
إدواردو لوبيز أوتشوا (بالإسبانية: Eduardo López Ochoa)‏ هو عسكري إسباني، ولد في 31 يناير 1877 في برشلونة في إسبانيا، وتوفي في 17 أغسطس 1936 في مدريد في إسبانيا.